# Tafelberg (Surinam)
|  | No s'ha de confondre amb Table Mountain. |

La muntanya Tafelberg (neerlandès per a «muntanya de mesa») té una elevació de 1026 m d'alçada, i és una de les muntanyes més altes de Surinam. Separa les conques dels rius Saramacca i del Coppename.
És un típic tepui que forma un altiplà dins de la Reserva natural del Surinam central, tossal testimoni de la formació de la formació de pedra sorrenca de Roraima. És una destinació excursionista popular. La muntanya té una forma triangular, amb un altiplà pla de 10 km x 15 km en la part superior. Els laterals són abruptes i només es pot accedir al cim per la cara nord-oest.
La muntanya es troba al Districte de Sipaliwini i ha donat el nom a l'Aeroport de Tafelberg.

## = Llocs d'interés
- Geijskes waterval (salt d'aigua)